# Bonatea boltonii
Bonatea boltonii är en orkidéart som först beskrevs av William Henry Harvey, och fick sitt nu gällande namn av Harry Bolus. Bonatea boltonii ingår i släktet Bonatea och familjen orkidéer. Inga underarter finns listade i Catalogue of Life.